# Daniel Allsopp
Daniel Allsopp (*Melbourne, Australia, 10 de agosto de 1978) es un exfutbolista australiano. Jugaba de delantero y su último equipo fue el Melbourne Victory de la A-League de Australia. Es conocido por ser el segundo mejor goleador de Melbourne Victory y el séptimo máximo goleador de todos los tiempos de la A-League.

## Selección nacional
Participó en la Copa Mundial Sub-17 de 1995 realizada en Ecuador en donde fue el máximo goleador del torneo y su selección alcanzó los cuartos de final.
Allsopp volvió a representar a Australia, esta vez en la categoría sub-20 en el Campeonato Mundial de 1997 en Malasia , en donde Australia pasó a la segunda ronda antes de ser eliminada por Japón. A su regreso, fue contratado por el Carlton SC, pero fue cedido al club Port Melbourne Sharks.
Ha sido internacional con la selección absoluta de Australia, ha jugado 3 partidos internacionales. Su debut fue el 2 de junio de 2007 en un partido amistoso contra Uruguay entrando como suplente en el minuto 78 en la derrota por 2-1 ante los sudamericanos. El 23 de mayo hizo su segunda aparición internacional con Australia cuando entró como suplente de James Troisi en un amistoso contra Ghana.

## Clubes
| Club               | País           | Año       |
| ------------------ | -------------- | --------- |
| South Melbourne    | Australia      | 1995-1997 |
| Carlton SC         | Australia      | 1997-1998 |
| Manchester City FC | Inglaterra     | 1998-1999 |
| Notts County       | Inglaterra     | 1999      |
| Manchester City FC | Inglaterra     | 1999-2000 |
| Wrexham AFC        | Inglaterra     | 2000      |
| Manchester City FC | Inglaterra     | 2000      |
| Bristol Rovers     | Inglaterra     | 2000      |
| Notts County       | Inglaterra     | 2000-2003 |
| Hull City          | Inglaterra     | 2003-2005 |
| Melbourne Victory  | Australia      | 2005-2009 |
| Al-Rayyan          | Catar          | 2009      |
| D.C. United        | Estados Unidos | 2010      |
| Melbourne Victory  | Australia      | 2011-2012 |

- Datos: Q765494
- Multimedia: Daniel Allsopp / Q765494